# André Corsini
Ne doit pas être confondu avec Andrea Corsini.
Pour les articles homonymes, voir Corsini et Corsini (homonymie).
André Corsini (en italien, Andrea Corsini), né le 30 novembre 1301 à Florence et mort le 6 janvier 1374 dans cette même ville, est un religieux de l'ordre du Carmel et évêque de Fiesole.
Béatifié le 21 avril 1440 par le pape Eugène IV et canonisé le 22 avril 1629 par le pape Urbain VIII il est fêté le 6 janvier de chaque année.

## Biographie

### Enfance
André Corsini est né à Florence le 30 novembre 1301 au sein de la famille des Corsini (l'un de leurs descendants deviendra le Pape Clément XII). Son père se nomme Nicolas Corsini et sa mère Gemma degli Stracciabende ; la famille compte 12 enfants.
Il mène une jeunesse tumultueuse et dissolue (jeu, débauche, il malmène sa mère). Mais un jour, il est bouleversé par le récit d'un rêve que sa mère avait fait avant sa naissance : elle lui raconte que « pendant sa grossesse, elle avait rêvé qu'elle allait accoucher d'un loup qui deviendrait un agneau en entrant chez les Carmes ». Touché par ce récit, il décide de se convertir et de rentrer chez les Carmes.

### Entrée au Carmel
À 16 ans, il prend l'habit des Carmes, et commence une vie de grande austérité et pénitence. Il réussit à dominer son caractère bouillant et sa ferveur étonne ses compagnons. Il accepte également toutes les tâches les plus humbles qui lui sont demandées. Il est ordonné prêtre en 1328, et monte à Paris pour terminer le cours de ses études théologiques. Il réside au couvent des Carmes, dans le 5e arrondissement.
Il achève ses études à Avignon auprès de son oncle le cardinal Corsini.
Lors du chapitre de la province toscane en 1344, il est nommé conseiller du couvent de Florence. 
En 1348 il est nommé provincial de la Toscane lors du chapitre de Metz. Il assurera cette charge jusqu'au début 1350, soit après sa nomination comme évêque de Fiesole le 13 octobre 1349  par le pape Clément VI. Durant cette période il affronte la terrible épidémie de peste noire. Les registres du Carmel indiquent plus d'une centaine de morts au cours des années 1348-1349. Malgré cette forte activité, il poursuit la construction de l'église du Carmel. Le 9 janvier 1350 est enregistré le dernier acte de sa charge de provincial : le décompte de l'argent pour la construction de l'église.

### L'évêque de Fiesole
Le 13 octobre 1349, le pape Clément VI, par une bulle pontificale, le nomme évêque de Fiesole pour remplacer son prédécesseur Fuligno Carboni, décédé. La tradition indique « qu'à l'annonce de cette nomination, il refuse l'honneur de cette charge et s'enfuit. Il est retrouvé quelque temps plus tard par un enfant dans le couvent des chartreux d'Enna. Il accepte alors sa nomination ». Le premier acte enregistré de son épiscopat (qui nous soit parvenu) est daté du 28 mars 1350.

#### Organisation du diocèse
André met fin à l'habitude prise par ses prédécesseurs, depuis un siècle, de séjourner à Florence. Voulant rester près de son peuple, il s'installe dans le palais épiscopal (qui avait besoin de réparations et de mobilier), situé proche de sa cathédrale, qui est en ruine. Il réduit le nombre de ses serviteurs à 6, et limite ses besoins au strict minimum. Il mène une vie monastique avec 2 carmes qui l'ont suivi. Il continue de porter l'habit du carmel, ainsi qu'une petite chaîne de fer à la ceinture. Il tient méthodiquement les comptes de l'évêché, ainsi que les sommes reçues par les responsables des œuvres caritatives.
Pour la direction du diocèse, il s'entoure de 3 vicaires.Il veille à la formation des prêtres et effectue de nombreuses visites pastorales dans son diocèse et  effectue de nombreuses visites auprès des congrégations et instituts religieux pour s'informer de leur situation. André reprend en main la conduite des pasteurs de son diocèse en s'opposant et luttant contre certaines mauvaises habitudes qui avaient parfois été prises. Il n'hésite pas à révoquer certains de ses clercs qui ne corrigent pas leur comportement. En 1372, il fonde une confrérie de prêtres avec pour mission d'améliorer la formation morale et scientifique des prêtres par leurs exemples et leurs œuvres.

#### L'évêque des pauvres
Pendant son épiscopat, il prend grand soin des pauvres. André se définit comme « le père et administrateur des pauvres ».  Lors de ses premières années comme évêque, après la peste de 1348-1349, les pauvres étaient très nombreux. Le 28 mars 1350 il rédige un règlement exigeant que lui soient reversés les revenus des dons pieux dont il a besoin pour les pauvres (André dira qu'il donne aux pauvres « pour l'amour de Dieu »), ainsi que pour la restauration et l'aménagement de diverses églises. Il exerce aussi une vigilance stricte sur les dons destinés aux malades et aux pèlerins.

#### Le bâtisseur
S'il ne bâtit pas directement de grand bâtiment, il restaure ou participe à la restauration de plusieurs d'entre eux :
- il continue la restauration de la cathédrale déjà commencée par son prédécesseur. Il restaure la façade et refait, en partie, le toit. Il fait aménager un nouveau chœur par le maître Pierre Lando de Sienne[11].
- il restaure et embellit le palais épiscopal (peut-être en espérant que ses successeurs seraient ainsi incités à y rester, plutôt que d'aller vivre à Florence).
- il restaure plusieurs autres églises dont Sainte-Marie de Florence (qui est la propriété de l'évêque de Fiesole). Il prend un soin particulier de l'église de Figline Valdarno, ville éloignée de Fiesole dans laquelle il désirait avoir une chambre pour lui-même, afin de pouvoir y rester (du fait des difficultés de déplacement).
- le 1er juin 1368, il consacre l'autel de l'église de Figline Valdarno. Le 25 mars 1269, il consacre l'autel de l'église Notre-Dame de l'abbaye de Fiesole.

Il fonde un monastère de moniales qui, plus tard, sera transféré à Florence.

#### Conciliateur et juge de paix
Il existe de nombreux écrits témoignant du travail qu'il a accompli pour la réconciliation et la paix entre les personnes. De nombreuses personnes, tant ecclésiastiques que riches marchands de Florence et de Fiesole, citoyens puissants de Prato, Pistoia et d'autres villes viennent le voir et ont recours à lui comme à un arbitre impartial et incorruptible. Le pape Urbain V le missionne comme légat, dans la ville de Bologne, pour restaurer l'obéissance de la cité au pape et ramener la paix civile, face aux intrigues de Visconti de Milan,.

### Le thaumaturge
En 1348, à son retour dans la ville de Florence, alors qu'il se met au service des pauvres, il est considéré comme un prophète et un thaumaturge.
De nombreuses guérisons miraculeuses sont attribuées à André Corsini. Ses biographes ont relaté, lors de son retour de Paris, plusieurs miracles.

### Sa mort
André Corsini meurt le 6 janvier 1374 à l'âge de 72 ans. Del Castagno relate dans ses écrits, que durant la messe de minuit à Noël 1372, alors qu'il célébrait la messe, la Sainte Vierge lui apparut, en lui disant « qu'il quitterait ce bas monde à la fête de l'Épiphanie, le 6 janvier », ce qui fut effectivement le cas. La Vierge l'aurait également informé d'autres événements miraculeux.
Alors qu'André Corsini avait pris des dispositions testamentaires pour être enterré dans le Carmel de Florence, le clergé de Fiesole l'enterre dans sa ville de Fiesole.

## Culte

### Translation des reliques
Les frères carmes de Florence, la nuit du 2 février 1373 viennent voler la dépouille mortelle du saint et la transportent à Florence. Le corps d'André est accueilli sous les acclamations du clergé, et sa dépouille mortelle est exposée durant 3 jours devant le peuple de Florence. Il est ensuite à nouveau enterré dans la ville (de Florence).

### Sa tombe
André Corsini est tout d'abord enterré à Fiesole. Douze ans après sa sépulture, son corps est exhumé in-corrompu. Son corps est alors placé dans un monument érigé, par sa famille, dans l'église du Carmel. Une inscription, attribuée à Coluccio Salutati par Del Castagno, est placée sur cette tombe. Elle parle de sa charité envers les pauvres et de son éloquence oratoire. Elle signale également le jour précis de sa mort. Le texte indique qu'« il a été arraché de Carmel pour l'église et la mitre de Fiesole », et que durant sa mission d'évêque il fut « merveilleux par l'exemple de sa vie et son éloquence ».
En 1771 un incendie détruit le monument, mais le corps du Saint peut être sauvé . Sa dépouille est alors récupérée par les Carmes et ensevelie dans la chapelle Corsini de l'église des Carmes de Florence (chapelle réalisée par l'architecte Francesco Silvani, et inaugurée le 24 octobre 1683. Giovanni Battista Foggini sculpte trois grands bas-reliefs, et Luca Giordano peint le saint en gloire dans la coupole).

### Le culte du saint

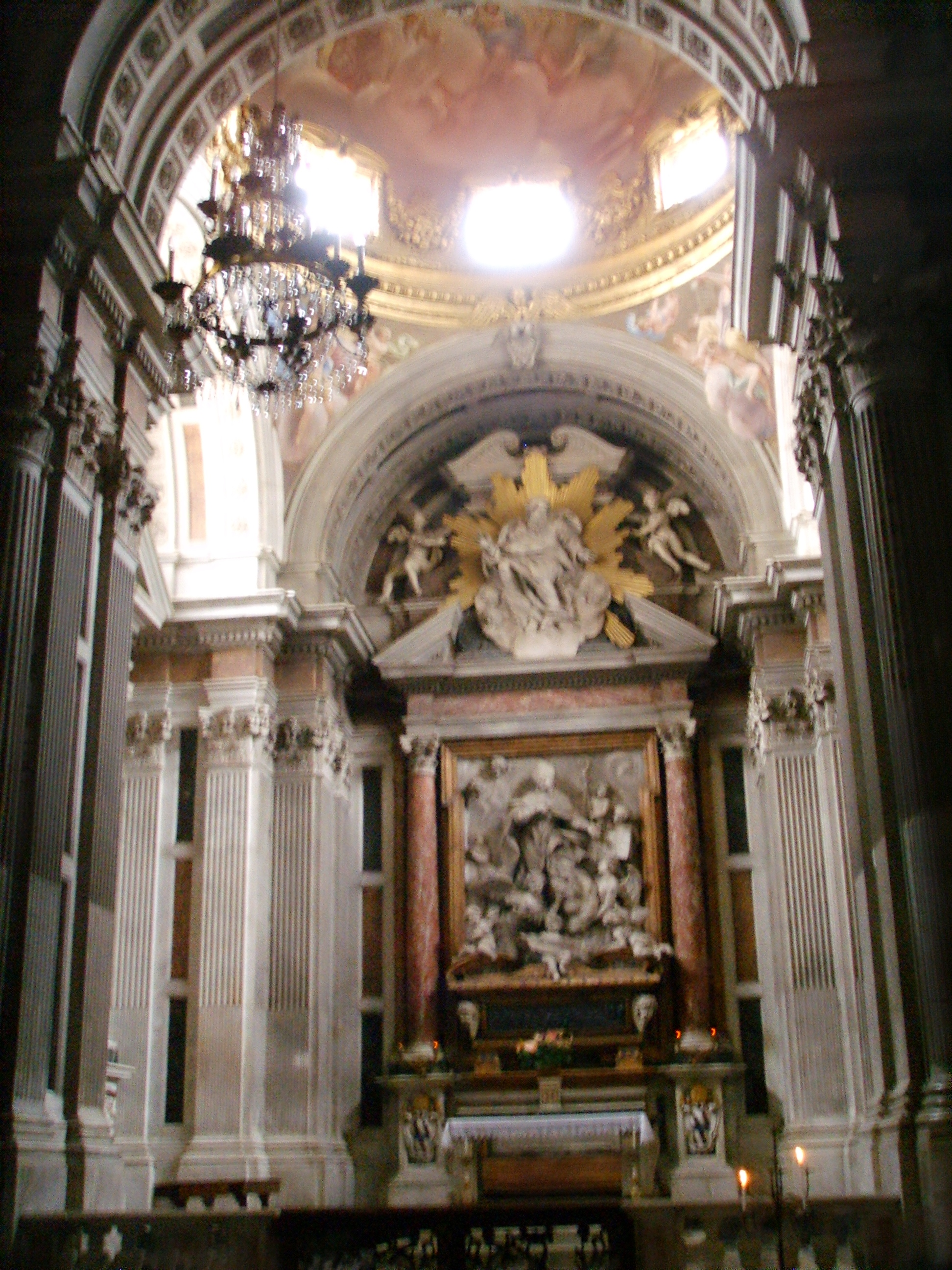
L'autel de saint André Corsini à l'église Santa Maria del Carmine à Florence.

La vénération que les habitants portaient à André Corsini ne s'arrête pas après sa mort. Elle est même favorisée par les « faveurs » que les gens attribuent à ses interventions miraculeuses.
La plus célèbre est celle de la bataille d'Anghiari en 1440. La victoire d'Anghiari, a lieu après une procession vers le tombeau d'André Corsini. L'armée milanaise de Niccolò Piccinino est vaincue le 29 juin. À la suite de cette victoire, une importante célébration, accompagnée de festivités, a lieu autour des reliques du Saint. Le pape Eugène IV autorise que cette fête soit répétée chaque année. Depuis lors, il est célébré chaque année dans la ville de Florence.

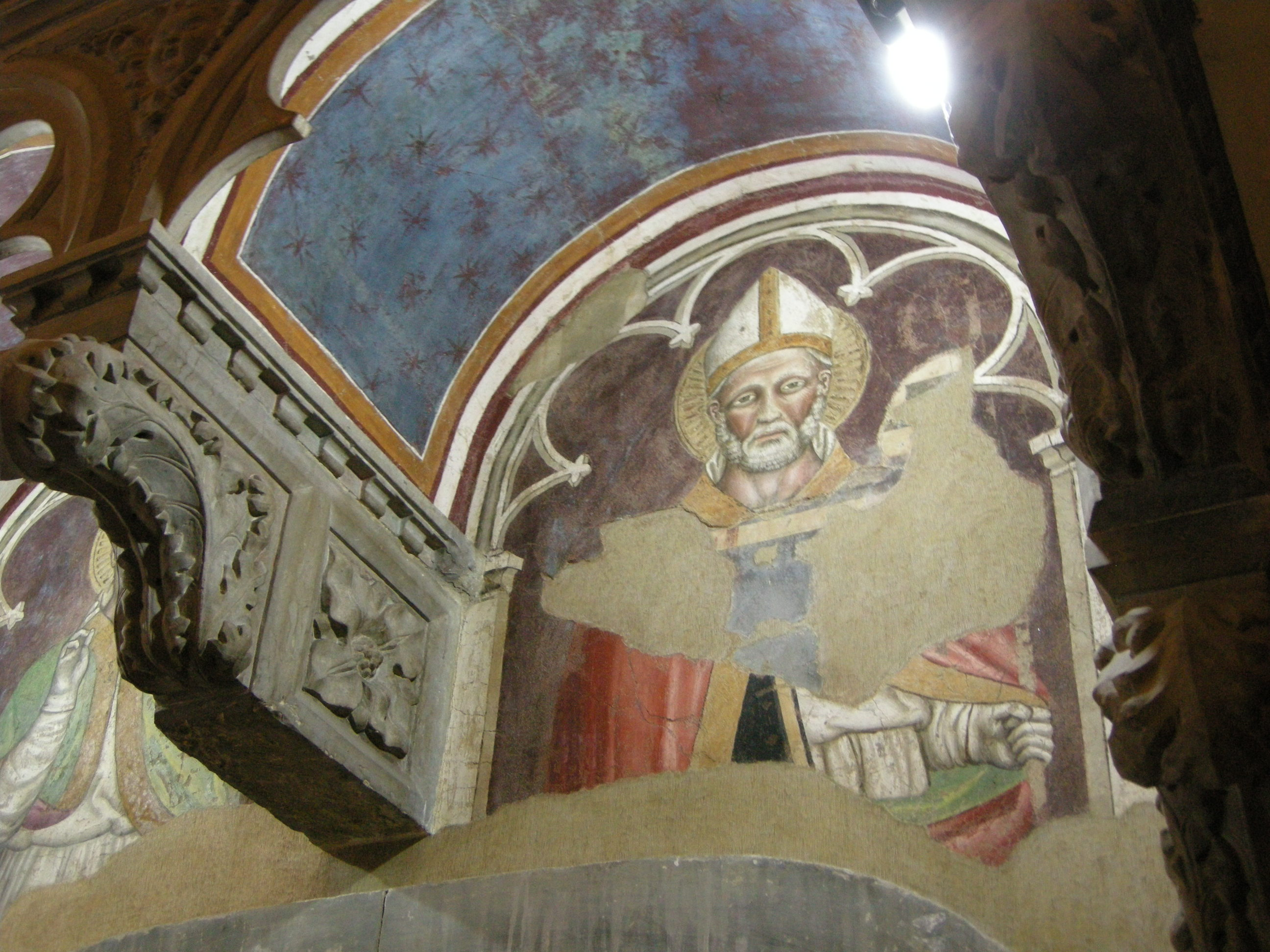
Fresque de Spinello Aretino (XIV), Florence, église du Saint-Esprit, chapelle André Corsini.

Après une pétition de la ville de Florence envoyée au pape en 1465 et 1466, pour demander officiellement la canonisation d'André Corsini, le pape nomme une commission dans ce but. Mais ce n'est que le 29 avril 1629 que le Pape Urbain VIII célèbre solennellement la canonisation au Vatican d'André Corsini. Néanmoins, l'office liturgique d'André Corsini était déjà célébré dans la ville de Fiesole et dans l'Ordre du Carmel.
Sa fête est fixée au 6 janvier. Dans l'Ordre du Carmel il est célébré le 9 janvier(avec rang de mémoire facultative). Depuis 1969, la fête de Saint André Corsini n'est plus obligatoire pour l'ensemble de l'Église catholique, mais elle continue d'être célébré localement.
En 1734, le pape Clément XII (de la famille Corsini), fait construire dans la basilique Saint-Jean-de-Latran à Rome une chapelle en l'honneur de saint André Corsini. Le dessin est réalisé par l'architecte florentin Alessandro Galilei, mais Pincellotti, Cornacehini, Maini, Monaldi, Bracci et Montauti travaillent également sur le projet. Des scènes de la vie du saint sont illustrées dans le marbre, tandis que sur l'autel est une copie de la peinture de Guido Reni, peinture réalisée à l'occasion de la canonisation, un siècle plus tôt. Le pape Clément XII a demandé à être enterré dans cette chapelle.

## Sources bibliographique
La première référence bibliographique d'André Corsini date du 3 août 1338. Il s'agit d'une procuration, André Corsini est le 18e parmi les 52 religieux du Carmel de Florence (référencé dans la procuration). La référence suivante date de la seconde moitié d'avril 1343, il s'agit d'un contrat (à Pise) entre lui-même et la Société de la Battuti. Son dernier document manuscrit (et signé de sa main) est daté du 28 décembre 1372, neuf jours avant sa mort, il s'agit d'un don au chapitre de sa cathédrale d'une chasuble richement décorée.
La rédaction biographique la plus ancienne est celle du catalogue des Saints du Carmel datée de la fin du XIVe siècle ou du début du XVe siècle. Ce texte contient l'affirmation de la sainteté d'André Corsini, la mention de son épiscopat à Fiesole, sa mort et le récit de son enterrement, la mention de ses miracles (cités d'une manière générale) et une transcription de l'inscription présente sur sa tombe.
Au milieu du XVe siècle, une biographie complète est rédigée. Son attribution au frère Carme Pierre Del Castagno est contestée. Del Castagno prononce en 1440 un éloge panégyrique du saint devant un rassemblement important de Florentins, désireux d'entendre des œuvres de leur illustre concitoyen.
La biographie d'André se trouve dans le codex Vat. lat., 3813, ff. 28v-47v (fin du XVe siècle). Ce texte a été reçu par la bibliothèque Vaticane le 21 août 1601. Un résumé rédigé en latin par un auteur anonyme (intégrant quelques détails développés plus tard), a été trouvé dans un manuscrit de Jean Gielemans (daté de 1484) qui a été publié par L. Surio en 1570. Ce même résumé, a été publié (en italien) d'après un codex de la maison des Corsini à Florence, dans la revue Storica Carmelitana, I (1929-1930), p. 8-20. Ce texte avait déjà fait l'objet d'une publication en 1872, à partir du codex de Magliabechiana, porté en italien moderne, par le frère Santi Mattei. La biographie attribuée à Del Castagno a été publiée pour la première fois par le père Dominique de Jésus en 1638. En 1643 le Père Dominique effectue une nouvelle publication plus complète.

### Autres références
- « André Corsini », Parole et Prière, no 67,‎ janvier 2016, p. 77.